# Троїцький Герман Васильович
Герман Васильович Троїцький (6 (19) листопада 1913, Казань — 17 жовтня 1992, Сімферополь) — радянський біохімік, доктор біологічних наук, кандидат медичних наук, професор, член-кореспондент АН УРСР (з 26 грудня 1979 року), заслужений діяч науки УРСР, лауреат премії імені О. В. Палладіна АН України. Протягом довгого часу завідував кафедрою біологічної хімії Кримського медичного інституту, був засновником Кримської біохімічної школи.

## Біографія
Народився 6 (19 листопада) 1913 року в Казані в сім'ї адвоката. У 1921–1931 роках навчався в середній школі, спочатку в Симбірську, а потім у Ставрополі. У 1932 році вступив на лікувальний факультет Ростовського медичного інституту, який закінчив у 1937 році. Вже в студентські роки почав займатися науковою діяльністю.
Після закінчення інституту продовжив дослідження в Ростові-на-Дону в науково-дослідних інститутах, в тому числі в Ростовському протичумному інституті. У 1940 році захистив дисертацію на здобуття наукового ступеня кандидата медичних наук. Майже з самого початку радянсько-німецької війни перебував у діючій армії (у санепідпідрозділах), мав бойові нагороди, пройшов шлях від Сталінграда до Берліна. Після звільнення в запас у 1947 році в званні майора медичної служби він влаштувався в Москві в НДІ дерматовенерології, де продовжив свої наукові дослідження.
У 1951 році захистив докторську дисертацію, присвячену біохімії вітаміну А. У цьому ж році за запрошення ректора Кримського медичного інституту С. І. Георгієвського перевівся до Криму, де з 1951 по 1988 рік очолював кафедру біологічної хімії, а з 1988 по 1992 рік працював на кафедрі на посаді професора.
Помер 17 жовтня 1992 року у Сімферополі.

## Наукова діяльність
Основні праці стосуються вивчення метаболізму вітаміну А, мінливості структури білків крові при патології. Герман Троїцький довів міцелярну структуру (β-ліпопротеїду плазми крові і його роль в розвитку атеросклерозу; розробив нові методи біохімічних дослідження білків.
Г. В. Троїцький неодноразово виступав на міжнародних конференціях і симпозіумах у Швеції (1957), США (1958), ЧССР (1968, 1977), Болгарії (1971), Польщі (1972), НДР (1975, 1979), Угорщині (1978). За кордоном його роботи опубліковані в міжнародних журналах «Biochimica et Biophysica Acta» та «European Journal of Biochemistry». Під його керівництвом захищено 12 докторських і 50 кандидатських дисертацій.

## Нагороди
За проявлений героїзм під час радянсько-німецької війни був нагороджений орденом Червоної Зірки, медаллю «За бойові заслуги», орденом Вітчизняної війни II ступеня. За трудові заслуги нагороджений орденом «Знак Пошани» і медаллю «За трудову доблесть».

## Пам'ять

меморіальна дошка

У березні 2000 року на головному корпусі Кримського державного медичного університету було відкрито меморіальну дошку, присвячену Герману Васильовичу Троїцькому.